# SuperChix 76
SuperChix 76 es un videojuego de carreras desarrollado por Fiendish Games y Driver-Inter, y publicado por Fiendish Games en América del Norte y por Xtend New Media en Europa para Microsoft Windows. Es la secuela de Hot Chix 'n' Gear Stix.

## Jugabilidad
El juego destaca a 8 chicas (las chix) presentadas con aspecto cómico. Cada una de estas conductoras tiene un conjunto único de habilidades y uno de los cuatro tipos de autos potentes, los cuales tienen un impacto perceptible en el manejo del juego en cuanto a velocidad, destreza, aceleración, etc. SuperChix 76 ofrece 2 modos de carrera, Rally Race y Cop Chase.
- Rally Race es un campeonato que consta de 3 torneos que incluyen 3 carreras cada uno. Las carreras se llevan a cabo en 2 recorridos por torneo, uno de los cuales avanza y retrocede. Hay un total de 4 campos en el juego (Bosque de Sherwood, San Francisco, Israel y Cuenca del Amazonas).[3] Los oponentes son las otras 7 chicas. A diferencia de Hot Chix 'n' Gear Stix, el jugador de SuperChix 76 no está obligado a ganar todas las carreras para avanzar en el campeonato, pero debe quedar primero en un torneo determinado para pasar al siguiente.

- Cop Chase es una carrera única contra una sola de las otras chicas y una horda de fuerzas policiales. Los policías son una molestia constante y hacen todo lo posible para obstaculizar a los corredores chocando contra ellos como si no les importara su propia seguridad.

## Recepción
Game Captain escribió: "SuperChix 76 es el sucesor del bastante mediocre Hot Chix 'n' Gear Stix. A pesar de algunas mejoras, el sucesor tampoco convence del todo. SuperChix 76 sería una actualización ideal para Hot Chix 'n' Gear Stix; de lo contrario, ¡bastante innecesaria!"
7Wolf Magazine escribió: "En resumen, hay que decir que los desarrolladores han dado un paso más para acercar su creación a los mejores ejemplos del género, pero el paso es muy pequeño y, al parecer, de un solo pie. SuperChix 76 sigue siendo un juego amateur".
La revista alemana PC Player escribió: "Mientras no haya descapotables en la carretera, realmente no me importa si hay una dama con curvas o una mantarraya balbuceante detrás del volante. Casi preferiría esto último, porque los dichos "muy inteligentes" de las mujeres son tan molestos como los diálogos del campamento de chicas. Si hubiera más piel desnuda para admirar, todavía podría entender un poco la presentación chavista en el menú de opciones. El juego de carreras, totalmente adecuado para jóvenes, decepciona, sin embargo, tanto a los espectadores de carne como a los aficionados a los juegos de carreras, que tras un breve encuentro de una noche ignorarán el mediocre programa".
GameStar escribió: "El sucesor no oficial de Hot Chix 'n' Gear Stix ofrece casi las mismas "cualidades" que su predecesor en dos modos: en primer lugar, la posibilidad de elegir entre el Superchix 76: se trata de ocho pilotos u ocho coches con características ligeramente diferentes. Después, tendrás muchas opciones para elegir si solo quieres dar tus vueltas contra tus competidores o si quieres enfrentarte también a la policía. Luego hay cuatro rutas igualmente aburridas y aterradoramente poco detalladas desde San Francisco al Amazonas. Las carreras son comentadas con voces espontáneamente insoportables, mientras que la banda sonora no tiene nada especial, pero es buena. Como beneficio adicional, obtienes errores poligonales en masa, mucha niebla y tartamudeos molestos. La pregunta sigue siendo por qué alguien debería comprar este aburrido juego, cuando hay juegos mucho mejores como Need for Speed 5".
Replaying.de escribió: "Lo que merece la calificación de “súper” de este juego es la apariencia de las mujeres. Por lo demás, los creadores utilizaron el cliché “¡Mujer al volante, monstruo!”, porque así es como se mueve la competencia. Las pistas aburridas y muertas no ofrecen ningún valor añadido, los modos de juego son ridículos y todos los vehículos se controlan de forma bastante extraña. Sólo gráficamente apenas hay motivos para quejarse y la mezcla de extraños sonidos de motor y música disco de los 70 es aceptable. Lo siento chicas, pero el juego es todo menos "súper".